# Marienkirche (Putzkau)

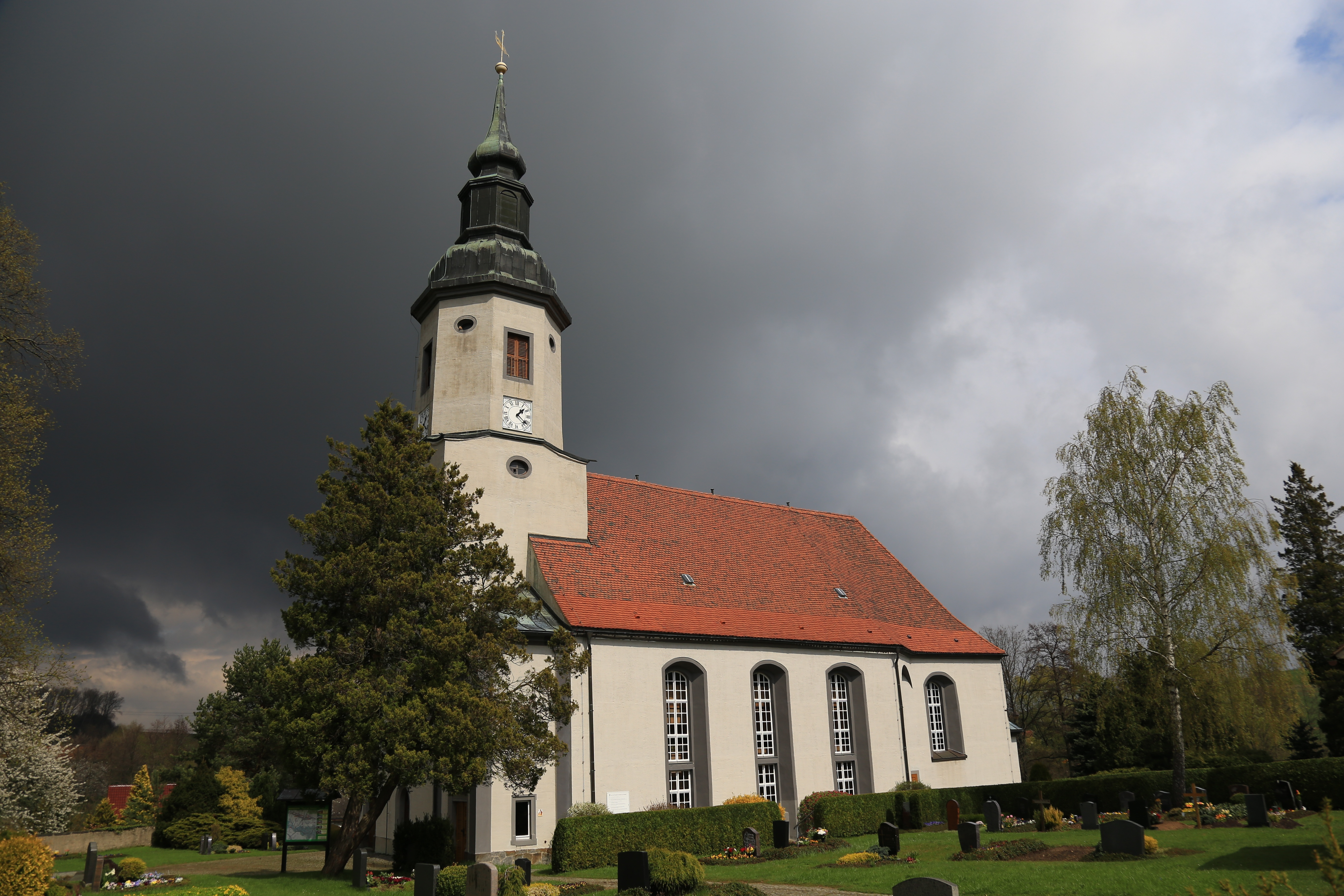
Marienkirche Putzkau

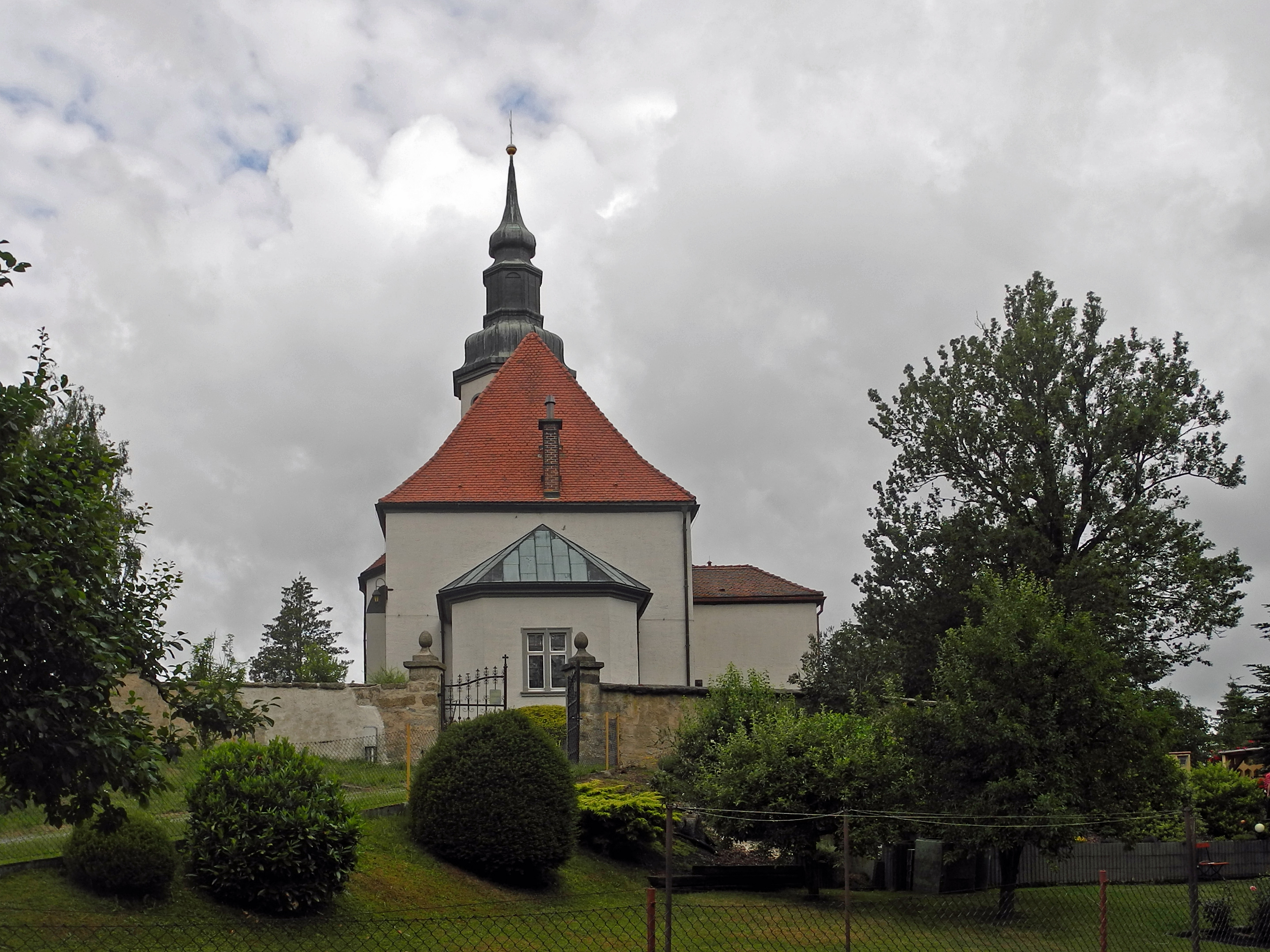
Ansicht von Osten

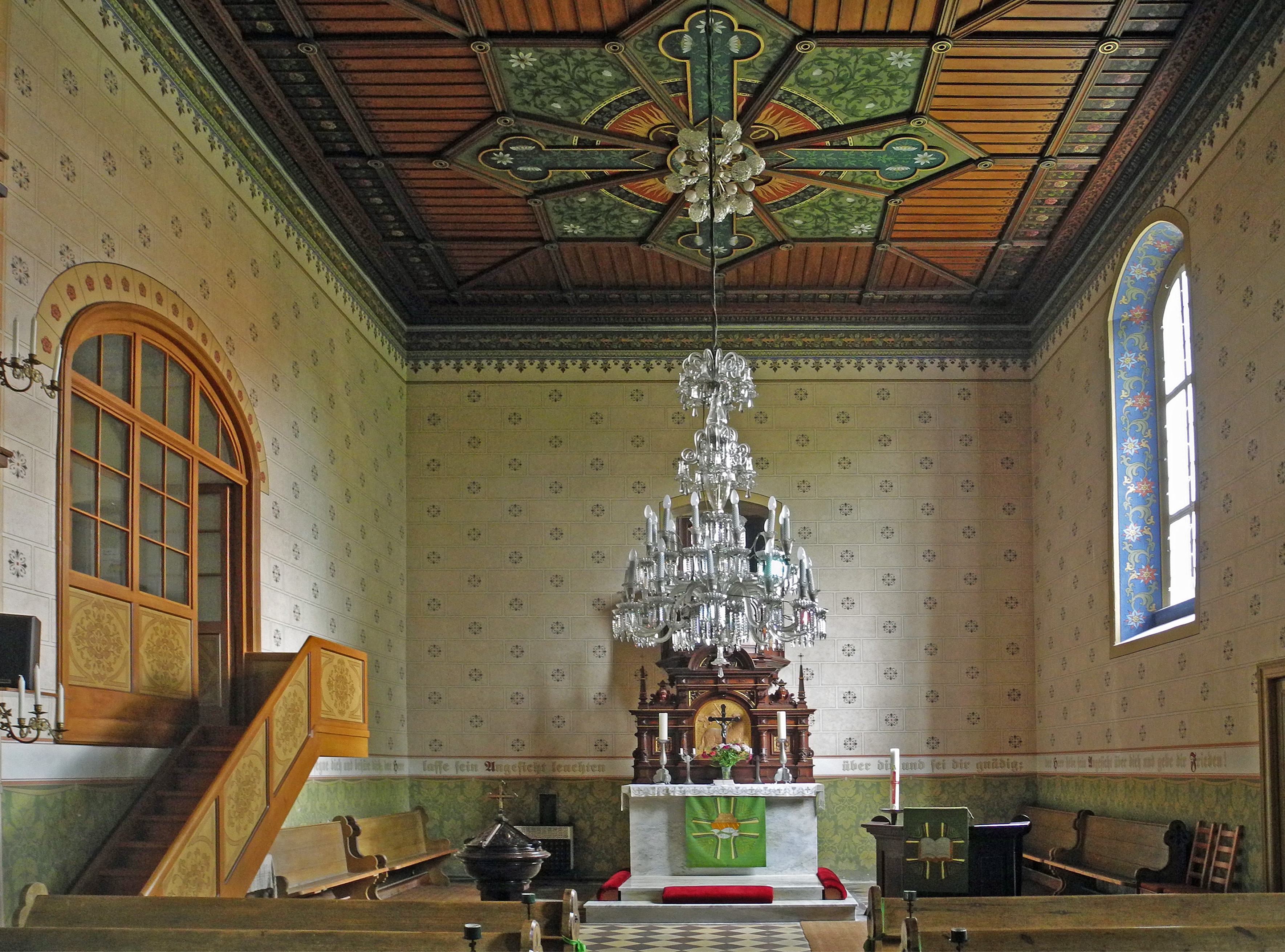
Innenansicht zum Altar

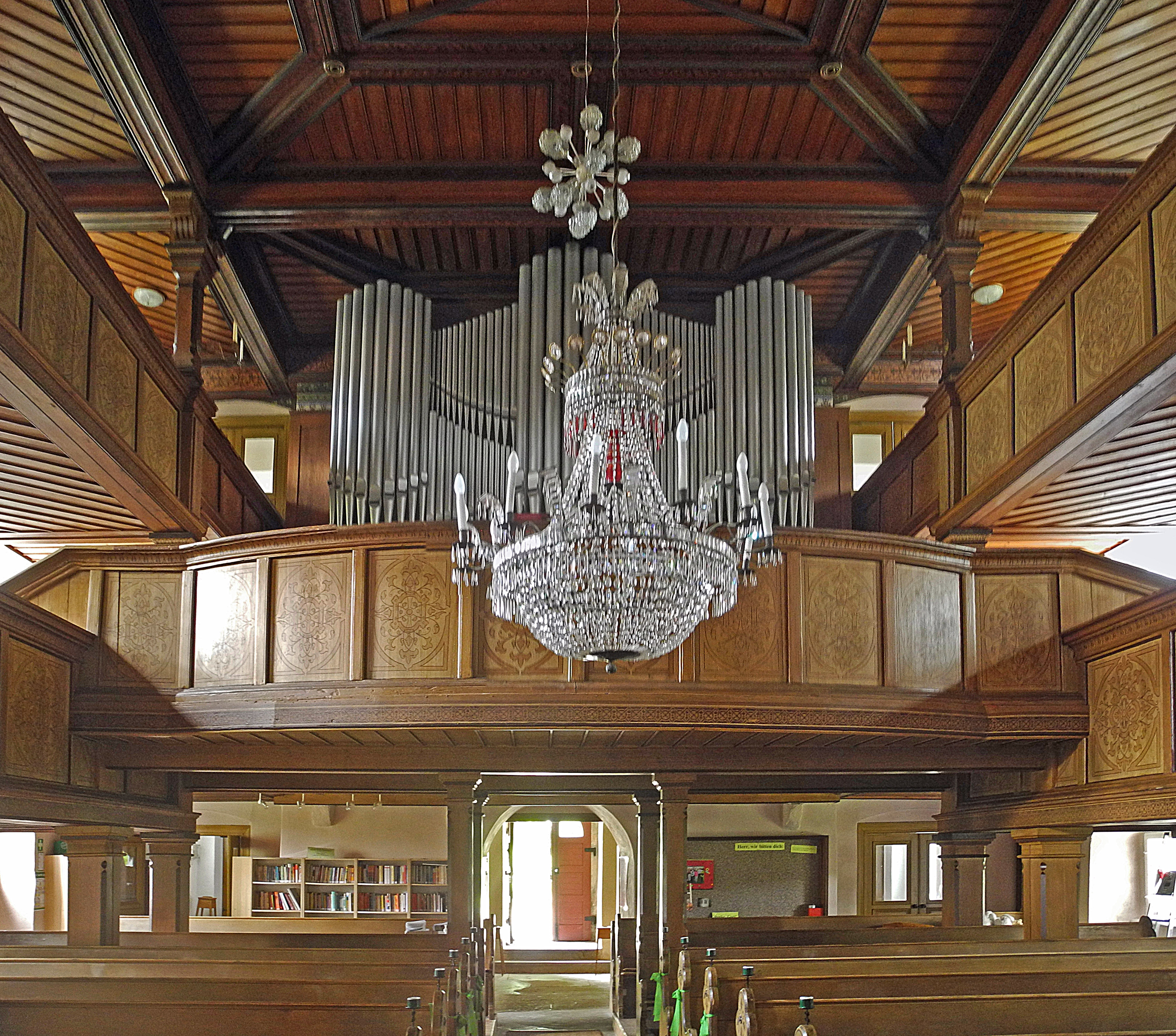
Innenansicht zur Orgel

Die evangelische Marienkirche ist eine barocke Saalkirche im Ortsteil Putzkau von Schmölln-Putzkau im Landkreis Bautzen in Sachsen. Sie gehört zur Christuskirchgemeinde Bischofswerdaer Land im Kirchenbezirk Bautzen-Kamenz der Evangelisch-Lutherischen Landeskirche Sachsens.

## Geschichte und Architektur
Die schlichte Saalkirche vom Anfang des 18. Jahrhunderts wurde unter Verwendung älterer Bauteile errichtet (die erste Erwähnung erfolgte 1386); in den Jahren 1701–1704 wurde der Turm erbaut, im Jahr 1706 wurden der Kirchenraum erhöht und die Fenster vergrößert. Im Jahr 1845 wurden die Emporen zum Chor hin verlängert sowie Altar und Kanzel erneuert. Im Jahr 1891 erfolgte eine große Umgestaltung nach Plänen von Theodor Quentin, wobei die Sakristei von der Süd- an die Ostseite verlegt sowie Treppenhäuser seitlich des Turms angebaut sowie Altar und Kanzel eingebaut wurden. Restaurierungen wurden in den Jahren nach 1930 und 1986 durchgeführt. Im Jahr 1996 wurde die Kirche erneut restauriert.
Das Bauwerk ist ein verputzter Bruchsteinbau mit eingezogenem rechteckigem Chor, Satteldach und Segmentbogenfenstern. Ein hoher quadratischer Westturm mit achteckigem Glockengeschoss, Haube und Laterne akzentuiert das Bauwerk. An der Nordseite des Langhauses finden sich zwei Strebepfeiler, die möglicherweise Reste eines älteren Bauwerks sind. Das gedrückt spitzbogige Portal am Westturm stammt vermutlich aus dem 16. Jahrhundert.
Im Innern wird das Bauwerk durch eine Holzdecke mit reicher Gliederung abgeschlossen; als besonderer Akzent dient ein von einem großen achtstrahligen Stern umrahmtes großes Kreuz mit Passionsblumen.

## Ausstattung
Der schlichte Kanzelaltar aus Holz wurde vom Meißner Kunsttischler F. Große im Jahr 1891 geliefert; er zeigt in der Mitte des Aufsatzes über der Mensa vor goldenem Hintergrund das rundbogig abschließende Relief des Lammes mit Fahne, Ähren und Trauben, an der Wand dahinter ist die polygonale Kanzel mit Darstellungen der Evangelisten in Intarsien imitierender Malerei angebracht. Aus dieser Zeit stammt ebenso die Taufe aus Holz mit vier Säulchen auf oktogonalem Fuß, welche das runde Becken tragen.
Die Orgel ist ein Werk der Firma Orgelbau A. Schuster & Sohn aus dem Jahr 1938 mit 22 Registern auf zwei Manualen und Pedal.
Am Haupteingang ist die Grabplatte des Erhard von Haugwitz († 1694) aus Sandstein erhalten, sie zeigt ein Bildnis des Verstorbenen in Rüstung mit spitzenbesetzter Feldbinde vor einer Nische, zwischen den Füßen ein Federhelm, an den Ecken je ein Wappen. Ebenfalls dort findet sich ein Kindergrabmal vom Ende des 16. Jahrhunderts aus Sandstein mit der Darstellung von drei betenden Kindern, jedes vor einer Rundbogennische stehend.